# Казеевка (Пензенский район)
Казеевка — село в Пензенском районе Пензенской области России. Входит в состав Алферьевского сельсовета.

## География

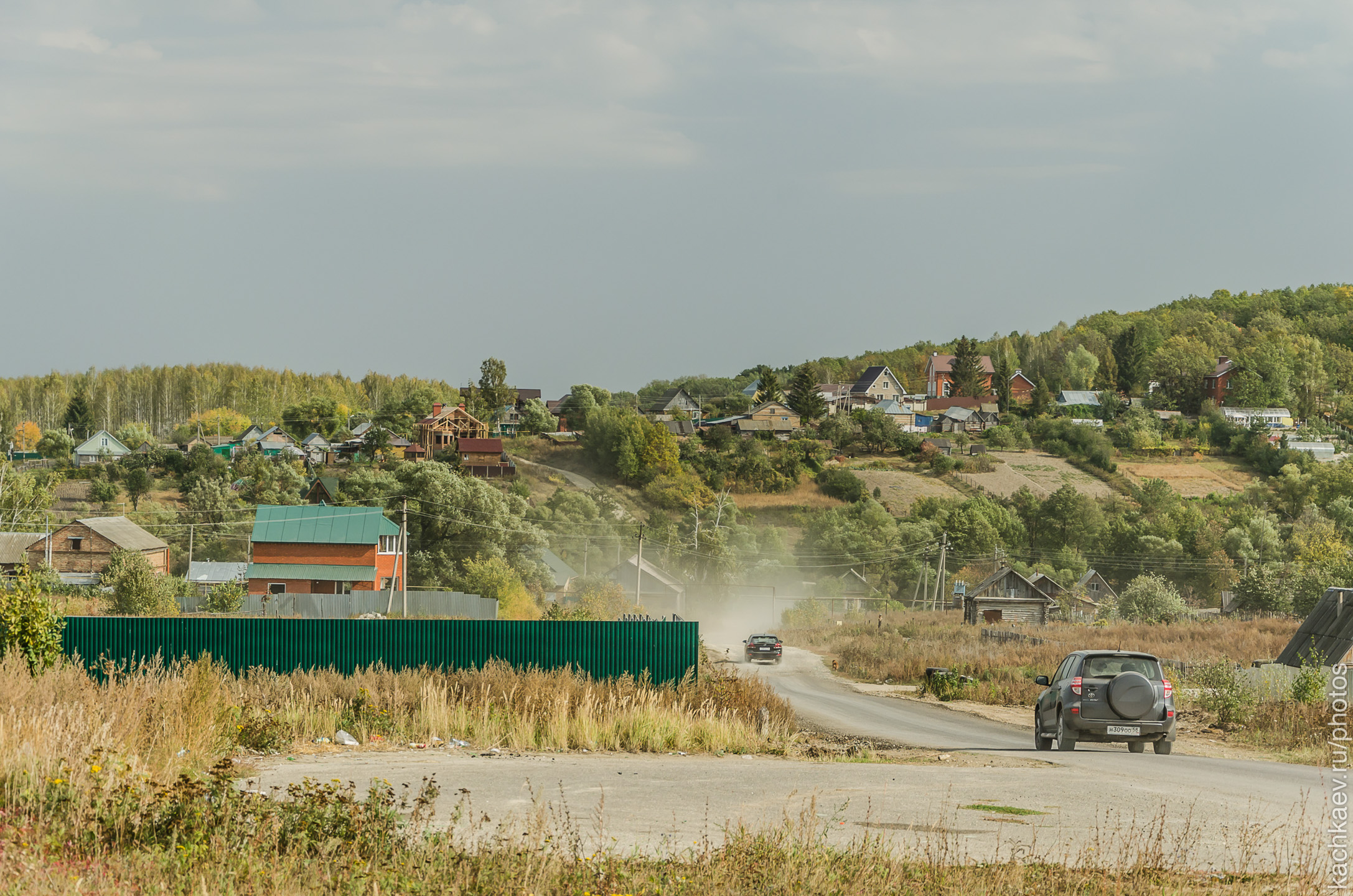
Вид на Казеевку

Село находится в центральной части Пензенской области, в пределах Приволжской возвышенности, в лесостепной зоне, на юго-западном берегу Сурского водохранилища, на расстоянии примерно 23 километров (по прямой) к северо-востоку от села Кондоль, административного центра района. Абсолютная высота — 155 метров над уровнем моря.

### Климат
Климат характеризуется как умеренно континентальный, с умеренно холодной продолжительной зимой и относительно тёплым летом. Средняя температура воздуха самого тёплого месяца (июля) — 18,8 °C (абсолютный максимум — 40 °C); самого холодного (января) — −13 — −12 °C (абсолютный минимум — −47 °C). Безморозный период длится от 117 до 133 дней. Среднегодовое количество атмосферных осадков варьируется от 467 до 604 мм, из которых большая часть выпадает в тёплый период.

### Часовой пояс
Село Казеевка, как и вся Пензенская область, находится в часовой зоне МСК (московское время). Смещение применяемого времени относительно UTC составляет +3:00.

## Население
| 1864 | 1911 | 1914 | 1926 | 1930 | 1939 | 1959 |
| ---- | ---- | ---- | ---- | ---- | ---- | ---- |
| 364  | ↗722 | ↗730 | ↘687 | ↗734 | ↘512 | ↘298 |
| 1979 | 1989 | 1996 | 2002 | 2010 |      |      |
| ↘177 | ↗183 | ↗197 | ↘153 | ↗171 |      |      |

### Национальный состав
Согласно результатам переписи 2002 года, в национальной структуре населения русские составляли 95 % из 153 чел.